# Sean O'Curneen Cañas

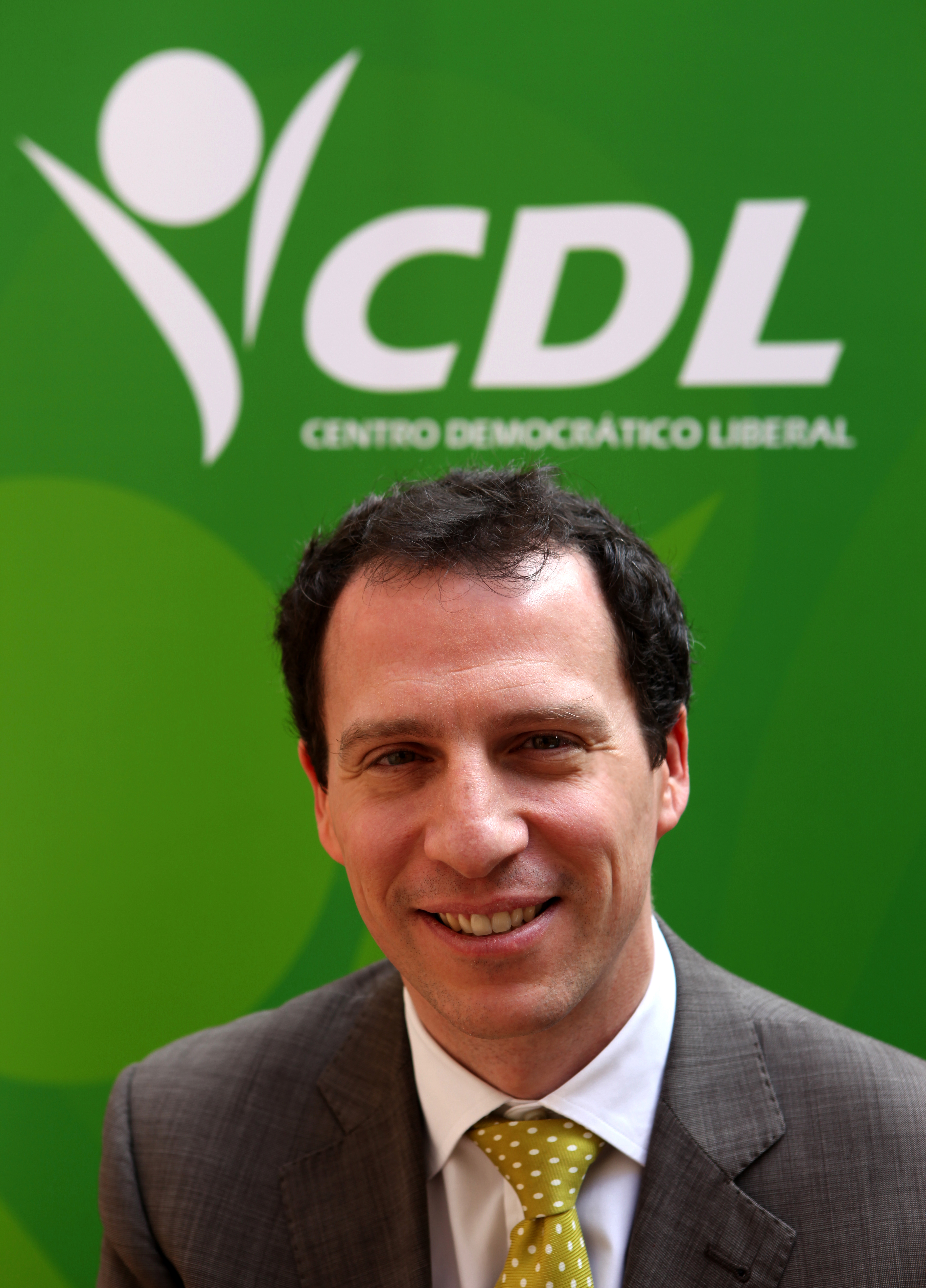
Sean O'Curneen Cañas

Sean O'Curneen Cañas es secretario general de Renovar Europa en el Comité Europeo de las Regiones. Anteriormente fue secretario general del Grupo de la Alianza de los Liberales y Demócratas por Europa en el Comité Europeo de las Regiones. Entre septiembre de 2009 y octubre de 2012, fue presidente del Centro Democrático Liberal (CDL).